# Epomis
Epomis é um gênero de besouro. As larvas desse gênero são conhecidas por inverterem o papel dos predadores obrigatórios. Anfíbios como os sapos são normalmente predadores de besouros, contudo, as larvas de Epomis se alimentam exclusivamente de sapos e outros pretensos predadores. Larvas de Epomis foram observadas atraindo predadores ao fazerem movimentos típicos de uma presa, para em seguida evadirem o ataque dos predadores e descapacitá-los, muitas vezes com uma mordida na garganta ou na parte inferior do corpo, ou ainda com uma incisão paralisante nas costas. Teoriza-se que os besouros adultos Epomis poderiam ainda alimentar-se de espécies predadoras. Cientistas especulam que o gênero Epomis desenvolveu esse comportamento como uma agressiva tática de evasão em resposta à ação predatória de anfíbios e o sucesso dessa tática levou a que ele próprio se tornasse um predador obrigatório.
Após a larva se tornar um besouro Epomis adulto, sua forma de predar Anfíbios se torna mais sofisticada: o besouro Epomis persegue o sapo e se fixa nas costas do anfíbio, um ponto cego, usando sua mandíbulas afiadas para cavar a pele do sapo e cortar seus músculos e tendões nas regiões próximas ás das pernas, incapacitando o sapo de pular e fugir. O besouro, então, procede a devorar o sapo por inteiro, enquanto a presa ainda está viva. Diferente da maioria dos besouro, o besouro Epomis é exclusivamente carnívoro, e a dieta do inseto não muda em nenhum momento de sua vida.
```
[
1
]
```